# 검은영양
검은영양(Sable antelope, 학명: Hippotragus niger)은 소과 힙포트라구스속에 속하는 영양의 일종으로 동아프리카의 케냐 남부와 남아프리카의 나무가 우거진 사바나 지역에서 서식한다. "세이블앤틸롭" 이라고도 한다. 천적은 사자, 점박이하이에나 다.

## 국내 보유 현황
국내에선 서울대공원에서 유일하게 볼 수 있다. 과거 에버랜드 로스트밸리에서도 보유했으나 모두 서울대공원으로 반환되었다.

## 아종
- Hipotrachus niger niger
- Hipotrachus niger variani
- Hipotrachus niger kirkii
- Hipotrachus niger roosevelti